# Økonomi- og Indenrigsministeriet
Økonomi- og Indenrigsministeriet var ett danskt ministerium som ansvarade för frågor som rör ekonomi, statistik och inhemska områden. Det fanns 2011-2015 och 2016-2019.
Ministeriet instiftades under regeringen Helle Thorning-Schmidt den 3 oktober 2011 genom överföring av ärenden från Økonomi- og Erhvervsministeriet, Indenrigs- og Sundhedsministeriet, Finansministeriet och It- og Telestyrelsen.

## Ministrar
- 2011-2014: Margrethe Vestager (RV)
- 2014-2015: Morten Østergaard (RV)
- 2016-2019: Simon Emil Ammitzbøll (LA)